# Beltring Herred Kog
Beltring Herred Kog (dansk) eller Beltringharder Koog (tysk) er en ubeboet kog i Nordfrisland. Kogens samlede areal er på 35,41 km². Siden 1987 forbinder kogen øen Nordstrand med fastlandet. Nordstrand blev dermed en halvø. Kogens dige har en bredde ved basis på 100 meter og indeholder med Lüttmoor Sil og Holm Sil, hvor Arlåen munder i Nordsøen, to digesluser.
Planerne om at inddige området førte i 1900-tallet til store diskussioner. I stedet for at inddige et areal på cirka 5.600 ha, blev der efter protester fra miljøaktivister indgået et kompromis, hvorefter kun et mindre areal på cirka 3.400 ha blev inddiget. En planlagt inddigning af Hamborg Hallig, blev ikke gennemnført. Heller ikke forslaget om etablering af en større lystbådehavn blev realiseret. En stor del af det nyvundende land bliver til saltvandsenge eller ferskvandsområder. Kogen er nu det andet største fredede område i Slesvig-Holsten. Området er i forår og efterår stoppested for mange trækfugle. Ved Arlåens øseværk er der opført et naturcenter, som tilbyder ekskursioner i området.